# Canoë-kayak aux Jeux olympiques de la jeunesse de 2014
Navigation
Édition précédente Édition suivante
Les épreuves de canoë-kayak aux jeux olympiques de la jeunesse d'été de 2014 ont lieu au Nanjing Rowing-Canoeing School de Nankin, en Chine, du 23 au 27 août 2014.

## Qualification
Il y a 4 épreuves pour chaque discipline : course en ligne et en slalom
Tous les athlètes qualifiés sont obligés de prendre part à la fois à la course en ligne et au slalom dans la même catégorie, sinon ils seront disqualifiés. Une inscription double est possible pour l’autre concours (les filles qui se sont qualifiées au KI sont autorisées à s'inscrire au C1).
Pour participer, les athlètes doivent être nés entre le 1er janvier 1997 et le 31 décembre 1998.

### Quotas attribués
| Nation               | Garçons | Garçons | Filles | Filles | Bateaux |
| Nation               | C-1     | K-1     | C-1    | K-1    | Bateaux |
| -------------------- | ------- | ------- | ------ | ------ | ------- |
| Afrique du Sud       |         |         |        | X      | 1       |
| Allemagne            |         | X       | X      | X      | 3       |
| Andorre              |         |         |        | X      | 1       |
| Australie            |         | X       |        |        | 1       |
| Autriche             |         |         | X      | X      | 2       |
| Biélorussie          |         | X       | X      |        | 2       |
| Brésil               |         |         | X      | X      | 2       |
| Canada               |         | X       | X      |        | 2       |
| Chine                |         | X       |        | X      | 2       |
| Corée du Sud         | X       |         |        |        | 1       |
| Cuba                 |         | X       |        |        | 1       |
| Danemark             |         |         |        | X      | 1       |
| Équateur             |         |         | X      |        | 1       |
| Espagne              |         |         | X      | X      | 2       |
| États-Unis           |         | X       |        |        | 1       |
| France               | X       | X       | X      | X      | 4       |
| Grande-Bretagne      |         | X       |        | X      | 2       |
| Hongrie              | X       | X       |        | X      | 3       |
| Inde                 |         |         | X      |        | 1       |
| Irlande              | X       |         |        |        | 1       |
| Italie               | X       |         |        |        | 1       |
| Japon                |         |         |        | X      | 1       |
| Kazakhstan           | X       |         |        | X      | 2       |
| Kirghizistan         |         | X       |        |        | 1       |
| Lituanie             | X       |         |        |        | 1       |
| Mexique              |         |         | X      |        | 1       |
| Moldavie             | X       |         |        |        | 1       |
| Nouvelle-Zélande     |         |         |        | X      | 1       |
| Norvège              |         |         |        | X      | 1       |
| Ouzbékistan          | X       |         |        |        | 1       |
| Pologne              | X       | X       |        | X      | 3       |
| Portugal             |         | X       |        |        | 1       |
| Tchéquie             | X       | X       | X      | X      | 4       |
| Roumanie             | X       |         |        | X      | 2       |
| Russie               |         | X       |        | X      | 2       |
| Sao Tomé-et-Principe |         |         |        | X      | 1       |
| Sénégal              | X       | X       |        |        | 2       |
| Serbie               |         | X       |        |        | 1       |
| Slovaquie            | X       | X       |        | X      | 3       |
| Slovénie             | X       | X       |        |        | 2       |
| Ukraine              | X       |         | X      |        | 2       |
| Total: 41 pays       | 16      | 19      | 12     | 21     | 68      |

### C-1
| Compétition                                        | Lieu              | Date               | Total places | Garçons qualifiés                                                    | Filles qualifiées                         |
| -------------------------------------------------- | ----------------- | ------------------ | ------------ | -------------------------------------------------------------------- | ----------------------------------------- |
| Championnats du monde juniors 2013 Course en ligne | Welland           | 1–4 août 2013      | 8/4          | Hongrie Italie Kazakhstan Lituanie Moldavie Pologne Roumanie Ukraine | Biélorussie Canada Équateur Ukraine       |
| Championnats du monde juniors 2013 Slalom          | Liptovsky Mikulas | 17–21 juillet 2013 | 5            | Tchéquie France Irlande Slovénie Slovaquie                           | Autriche Brésil Tchéquie France Allemagne |
| Quota réattribué                                   | -                 | -                  | 3/2          | Corée du Sud Sénégal Ouzbékistan                                     | Inde Mexique                              |
| Athlètes engagés en K1                             | -                 | -                  | 0/1          |                                                                      | Espagne                                   |
| TOTAL                                              |                   |                    |              | 16                                                                   | 12                                        |

### K-1
| Compétition                                        | Lieu              | Date               | Total Places | Garçons qualifiés                                                        | Filles qualifiées                                                                  |
| -------------------------------------------------- | ----------------- | ------------------ | ------------ | ------------------------------------------------------------------------ | ---------------------------------------------------------------------------------- |
| Organisateur                                       | -                 | -                  | 1            | Chine                                                                    | Chine                                                                              |
| Championnats du monde juniors 2013 Course en ligne | Welland           | 1–4 août 2013      | 9            | Biélorussie Canada Cuba Allemagne Hongrie Pologne Portugal Russie Serbie | Danemark Hongrie Japon Kazakhstan Nouvelle-Zélande Norvège Roumanie Russie Espagne |
| Championnats du monde juniors 2013 Slalom          | Liptovsky Mikulas | 17–21 juillet 2013 | 6            | Australie Tchéquie France Royaume-Uni Slovaquie Slovénie                 | Tchéquie France Allemagne Royaume-Uni Pologne Slovaquie                            |
| Invitation                                         | -                 | -                  | 0/2          |                                                                          | Andorre Sao Tomé-et-Principe                                                       |
| Quota réattribué                                   | -                 | -                  | 2/1          | Kirghizistan États-Unis                                                  | Afrique du Sud                                                                     |
| Athlètes engagés en C1                             | -                 | -                  | 1/2          | Sénégal                                                                  | Autriche Brésil                                                                    |
| TOTAL                                              |                   |                    |              | 19                                                                       | 21                                                                                 |

## Programme
Le programme est le suivant  :
Les horaires sont ceux de Chine (UTC+8)
| Date    | Jour     | Début  | Compétition |
| ------- | -------- | ------ | --- |
| 23 août | Samedi   | 09:00  | Filles C1 Course en ligne : séries Garçons C1 Course en ligne : séries Filles K1 Course en ligne : séries Garçons K1 Course en ligne : séries |
| 23 août | Samedi   | 15:00  | Filles C1 Course en ligne : repêchage Garçons C1 Course en ligne : repêchage Filles K1 Course en ligne : repêchage Garçons K1 Course en ligne: repêchage Filles C1 Course en ligne : 1/8e de finale Garçons C1 Course en ligne : 1/8e de finale Filles K1 Course en ligne : 1/8e de finale Garçons K1 Course en ligne : 1/8e de finale Filles C1 Course en ligne : 1/4 de finale Garçons C1 Course en ligne : 1/4 de finale Filles K1 Course en ligne : 1/4 de finale Garçons K1 Course en ligne : 1/4 de finale |
| 24 août | Dimanche | 15 :00 | Filles C1 Course en ligne : demi-finales Garçons C1 Course en ligne : demi-finales Filles K1 Course en ligne : demi-finales Garçons K1 Course en ligne : demi-finales Filles C1 Course en ligne : matchs pour les médailles Garçons C1 Course en ligne : matchs pour les médailles Filles K1 Course en ligne : matchs pour les médailles Garçons K1 Course en ligne : matchs pour les médailles |
| 26 août | Mardi    | 09 :00 | Filles C1 Slalom : séries Garçons C1 Slalom : séries Filles K1 Slalom : séries Garçons K1 Slalom : séries |
| 26 août | Mardi    | 15 :00 | Filles C1 Slalom : repêchage Garçons C1 Slalom : repêchage Filles K1 Slalom : repêchage Garçons K1 Slalom : repêchage Filles C1 Slalom : 1/8e de finale Garçons C1 Slalom : 1/8e de finale Filles K1 Slalom : 1/8e de finale Garçons K1 Slalom : 1/8e de finale Filles C1 Slalom : 1/4 de finale Garçons C1 Slalom : 1/4 de finale Filles K1 Slalom : 1/4 de finale Garçons K1 Slalom : 1/4 de finale |
| 27 août | Mercredi | 15 :00 | Filles C1 Slalom : demi-finales Garçons C1 Slalom : demi-finales Filles K1 Slalom : demi-finales Garçons K1 Slalom : demi-finales Filles C1 Slalom : matchs pour les médailles Garçons C1 Slalom : matchs pour les médailles Filles K1 Slalom : matchs pour les médailles Garçons K1 Slalom : matchs pour les médailles |

## Compétitions

### Garçons
| Compétition        | Or                 | Argent          | Bronze              |
| ------------------ | ------------------ | --------------- | ------------------- |
| Course en ligne C1 | Serghei Tarnovschi | Vadim Korobov   | Krystof Hajek       |
| Course en ligne K1 | Stanislau Daineka  | Milan Mozgi     | Vladislav Oleynikov |
| Slalom C1          | Lucas Roisin       | Robert Hendrick | Marko Mirgorodsky   |
| Slalom K1          | Anze Urankar       | Jakub Grigar    | Huang Song          |

### Filles
| Compétition        | Or                 | Argent          | Bronze                   |
| ------------------ | ------------------ | --------------- | ------------------------ |
| Course en ligne C1 | Kamila Bobr        | Liudmyla Luzan  | Victoria Morales Cazarez |
| Course en ligne K1 | Inna Nikitina      | Luca Homonnai   | Camila Morison Rey       |
| Slalom C1          | Nadine Weratschnig | Martina Satkova | Birgit Ohmayer           |
| Slalom K1          | Camille Prigent    | Yan Jiahua      | Amalie Hilgertova        |

## Tableau des médailles
| Rang  | Nation | Or | Argent | Bronze | Total |
| ----- | ------ | -- | ------ | ------ | ----- |
| 1     |        |    |        |        |       |
| Total |        |    |        |        |       |